# Amadocos II de Tràcia
Amadocos II  (en llatí Amadocus, en grec antic Ἀμάδoκoς) fou rei dels Odrisis de Tràcia a Maroneia i el Quersonès del 359 aC al 351 aC.
Quan va morir el rei Cotis I dels odrisis l'any 359 aC els seus tres fills Berisades, Cersobleptes I i Amadocos van ser nomenats reis en comú. Demòstenes en parla però no explica el parentiu entre ells, però se suposa que eren germans. Va morir el 351 aC i el va succeir Teres II. Va deixar un fill anomenat també Amadocos.